# Laureta Elmazi
Laureta Elmazi (* 26. Juni 2003 in Düsseldorf) ist eine deutsche Fußballspielerin. Sie spielt seit dem 1. Juli 2018 für die SGS Essen.

## Karriere

### Vereine
Elmazi begann in ihrem Geburtsort im Stadtteil Eller beim SC Vatangücu Düsseldorf mit dem Fußballspielen. Im weiteren Verlauf schloss sie sich der 1. Jugend-Fussball-Akademie im Stadtteil Reisholz an, spielte anschließend im Stadtteil Gerresheim für den Post SV Düsseldorf und abschließend im Stadtteil Vennhausen für den FC Tannenhof. Zuletzt spielte sie außerhalb von Düsseldorf für die B-Jugendmannschaft der SGS Essen. Von 2018 bis 2020 kam sie in der Staffel West/Südwest der B-Juniorinnen-Bundesliga zum Einsatz und trug mit insgesamt 13 Punktspielen, in denen sie drei Tore erzielte, zweimal zur Staffelmeisterschaft bei.
Zur Saison 2020/21 rückte sie in die erste Mannschaft auf und bestritt ihre ersten sechs Punktspiele im Seniorinnenbereich. Ihr Debüt in der Bundesliga krönte sie am 6. März 2021 (14. Spieltag) beim 2:1-Sieg im Heimspiel gegen Werder Bremen mit dem Treffer zur 1:0-Führung in der 24. Minute, ihrem ersten von zwei Saisontoren. In der Folgesaison bestritt sie ein Bundesligaspiel für die erste und ein Regionalligaspiel für die zweite Mannschaft. In der Saison 2022/23 gelang ihr in 18 Bundesligaspielen ein Tor wie auch in ihren zwei Spielen für die zweite Mannschaft in der Regionalliga West. Des Weiteren kam sie in ihren ersten beiden Spielen des DFB-Pokalwettbewerbs zum Einsatz.

### Auswahl-/Nationalmannschaft
Elmazi kam als Spielerin der U14, U16- und U18-Auswahlmannschaft des Fußballverbandes Niederrhein von 2016 bis 2019 in insgesamt 18 Turnierspielen um den DFB-Länderpokal an der Sportschule Wedau in Duisburg zum Einsatz und erzielte für die U14-Auswahlmannschaft ihr einziges Turniertor.
Ihr Debüt als Nationalspielerin gab sie am 21. Juni 2022 als Einwechselspielerin in der 75. Minute für die U19-Nationalmannschaft, die in Clairefontaine-en-Yvelines das Testspiel gegen die U19-Nationalmannschaft Frankreichs mit 4:1 gewann. Bei der Europameisterschaft 2022 kam sie im ersten und dritten Spiel der Gruppe B – jeweils als Einwechselspielerin – zum Einsatz.
Für die U20-Nationalmannschaft bestritt sie im Jahr 2022 ebenfalls drei Länderspiele. Es waren die drei Spiele der Gruppe B während der vom 10. bis 28. August in Costa Rica ausgetragenen Weltmeisterschaft. Bei der Reaktivierung der U23-Nationalmannschaft im Spieljahr 2024 kam sie am 24. Oktober in Frankfurt am Main beim 3:0-Sieg über die U23-Nationalmannschaft Frankreichs zum Einsatz.